# Hubert Zimmermann
Hubert Zimmermann (* 13. Oktober 1964 in Buchloe) ist ein deutscher Politikwissenschaftler und Historiker.

## Leben
Zimmermann absolvierte das Carl-von-Linde-Gymnasium Kempten (Allgäu) und studierte danach an der Ludwig-Maximilians-Universität München die Fächer Neuere und Neueste sowie Mittelalterliche Geschichte, Politikwissenschaft und Amerikanistik. Nach einem Praktikum bei der Vertretung des Freistaates Bayern bei der Europäischen Union in Brüssel nahm er 1992 ein Promotionsstudium am Europäischen Hochschulinstitut in Florenz auf. Er promovierte 1997 im Fach Geschichte mit einer Arbeit zum Verhältnis von Währungs- und Sicherheitspolitik in den deutsch-amerikanischen und deutsch-britischen Beziehungen während des Kalten Kriegs, die 2002 unter dem Titel Money and Security bei Cambridge University Press erschien. Nach einer Tätigkeit als Herausgeber diplomatischer Akten des Auswärtigen Amts an der Außenstelle des Instituts für Zeitgeschichte in Bonn wechselte er 1999 als wissenschaftlicher Mitarbeiter an den Lehrstuhl für Internationale Politik der Ruhr-Universität Bochum. 2003 ging er als DAAD Visiting Associate Professor an die Cornell University in Ithaca. 2005 habilitierte er sich mit einer vergleichenden Studie zur amerikanischen und europäischen Politik im Prozess der Aufnahme der Volksrepublik China in die WTO. 2008/2009 vertrat er den Lehrstuhl für Vergleichende Politikwissenschaft an der Heinrich-Heine-Universität Düsseldorf.
Seit Oktober 2009 vertritt er das Lehrgebiet Internationale Beziehungen an der Philipps-Universität Marburg.

## Forschung
Zimmermanns Forschung konzentriert sich im weitesten Sinne auf die Wechselwirkung von Sicherheits- und Wirtschaftspolitik. Neben seinen Arbeiten zu transatlantischen Beziehungen und zur EU-Aussenhandelspolitik, hat er sich mit der internationalen Finanz- und Währungspolitik, der europäischen Fischereipolitik, der Entstehung und Krise des Euro sowie militärischen Auslandsinterventionen befasst. 2019 erschien ein Lehrbuch zur Internationalen Politik.

## Verschiedenes
Zimmermann kommentiert regelmäßig Themen der internationalen und europäischen Politik auf dem Nachrichtensender Phoenix sowie in anderen Medien.

## Publikationen (Auswahl)
- 2023: Militärische Missionen. Rechtfertigungen bewaffneter Auslandseinsätze in Geschichte und Gegenwart, Hamburger Edition, Hamburg 2023, ISBN                                  978-3-86854-381-0.
- 2021: (hrsg. mit Andreas Dür): Key Controversies in European Integration (= The European Union Series), 3. Auflage, Palgrave Macmillan: London (1./2. Auflage 2012/16).
- 2019: Grundlagen der Internationalen Beziehungen. Eine Einführung (mit M. Elsinger), Kohlhammer: Stuttgart, ISBN 978-3-17-032397-1.
- 2007: Drachenzähmung. Die EU und die USA im Prozess der Integration Chinas in das Welthandelssystem, Nomos Verlag: Baden-Baden; ISBN 	978-3-8329-2724-0.
- 2009: (hrsg. mit Eric Helleiner / Stefano Pagliari): Global Finance in Crisis. The Politics of International Regulatory Change, Routledge: London.
- 2007: (hrsg. mit Andreas Dür): The EU in International Trade Negotiations (Special Issue Journal of Common Market Studies), Vol. 45, No. 4 (November).
- 2006: (hrsg. mit Francisco Torres/Amy Verdun): EMU Rules. The Political and Economic Consequences of European Monetary Integration, Nomos: Baden-Baden.
- 2002: Money and Security. Troops and Monetary Policy in Germany’s Relations to the United States and the United Kingdom, 1950–71, Cambridge UP: Cambridge.